# Butterkuchen
Butterkuchen o Zuckerkuchen es un sencillo pastel alemán horneado en una bandeja. Los copos de mantequilla son distribuidos por la masa la cual, después de ser horneada, forma los característicos agujeros. Posteriormente todo el pastel es espolvoreado con azúcar o streusel. Después de amasarlo, se hornea el Butterkuchen. Como variación la puede ser espolvoreada con copos de almendra tostada.
El Butterkuchen es un elemento favorito de las mesas de café de Westfalia y el norte de Alemania . Se sirve también en bodas y funerales y como consecuencia es a veces llamado Freud-und-Leid-Kuchen ("pastel de alegría y tristeza") o Beerdigungskuchen ("pastel de funeral").
Una variación regional es espolvorear el Butterkuchen con una mezcla de azúcar y canela en vez de solamente el azúcar. Esta versión es muy similar a pastel de azúcar moravo.
En el comercio alemán, al menos 30 mantequilla de partes, mantequilla clarificada o grasa butírica tiene que haber de cada 100 partes de harina.